# Lehsen
Lehsen este o comună din landul Mecklenburg - Pomerania Inferioară, Germania.